# Effektiver Wechselkurs
Der effektive Wechselkurs oder auch multilaterale Wechselkurs misst die Wertentwicklung der inländischen Währung gegenüber mehreren anderen wichtigen Währungen und ist methodisch mit einem Preisindex vergleichbar. Wechselkurse geben das Austauschverhältnis zwischen den Währungen an. Vergleicht man zwei Währungen miteinander und ermittelt daraus deren Wechselkurs, so spricht man vom bilateralen Wechselkurs. Anhand des bilateralen Wechselkurses können Änderungen der Austauschrelation nur gegenüber einer Währung abgelesen werden. Der effektive Wechselkurs wird verwendet, um die durchschnittliche Änderung des Wechselkurses gegenüber allen anderen Währungen zum Ausdruck zu bringen. Damit dient er unter anderem als Indikator für die internationale Wettbewerbsfähigkeit eines Landes oder einer Währungszone.

## Begriffsabgrenzung
Zur Feststellung eines effektiven Wechselkurses wird der Wechselkurs zwischen einer Währung und einem so genannten Währungskorb betrachtet.
Der Währungskorb wird aus den Währungen der wichtigsten Handelspartner gebildet.
Der effektive Wechselkurs wird bestimmt, indem der Durchschnitt aus allen bilateralen Wechselkursen im Währungskorb gebildet wird. Dabei wird jeder bilaterale Wechselkurs mit dem Anteil des jeweiligen Landes am Außenhandel gewichtet. Wird mit dem Exportanteil gewichtet, so spricht man vom Exportwechselkurs, wird dagegen mit dem Importanteil gewichtet, dann spricht man vom Importwechselkurs. Meistens wird der Durchschnitt aus dem Export- und Importanteil gebildet, in diesem Fall wird der effektive Wechselkurs auch als Außenwert der Währung bezeichnet.
Bei der Berechnung des effektiven Wechselkurses besteht wie beim bilateralen eine Unterteilung in einen nominalen und einen realen Wechselkurs.
| Abgrenzung        | Abgrenzung | Einbeziehung des Preisniveaus     | Einbeziehung des Preisniveaus  |
| Abgrenzung        | Abgrenzung | nominal                           | real                           |
| ----------------- | ---------- | --------------------------------- | ------------------------------ |
| Anzahl der Länder | bilateral  | nominaler bilateraler Wechselkurs | realer bilateraler Wechselkurs |
| Anzahl der Länder | effektiv   | nominaler effektiver Wechselkurs  | realer effektiver Wechselkurs  |

## Ermittlung der effektiven Wechselkurse

### Vorgehensweise
Effektive Wechselkurse für die Währung eines Landes oder eines Währungsraums werden als gewichteter Durchschnitt von bilateralen Wechselkursen gegenüber den wichtigsten Handelspartnern ermittelt, wobei die Partnerländer nach ihrer Bedeutung für das Basisland gewichtet werden.
1. Ermittlung der wichtigsten Handelspartner des Basislandes
2. Berechnung der bilateralen Wechselkurse zwischen den Partnerländern und dem Basisland
3. Ermittlung der Preisniveau/Preisindices für jedes Partnerland mit den gleichen Bezugsgrößen
4. Gewichtung der einzelnen Handelspartner nach der Wichtigkeit für das Basisland
5. Berechnung des realen effektiven Wechselkurses
6. Bestimmung der Basisperiode

### Gewichtung
| Länder / Regionen                | Exporte nach | Exporte nach | Importe nach | Importe nach |
| Länder / Regionen                | Milliarden € | Prozent      | Milliarden € | Prozent      |
| -------------------------------- | ------------ | ------------ | ------------ | ------------ |
| Die 27 EU-Länder                 | 628          | 65           | 460          | 60           |
| Andere europäische Länder        | 103          | 11           | 91           | 12           |
| USA                              | 73           | 8            | 46           | 6            |
| Südostasiatische Schwellenländer | 32           | 3            | 33           | 4            |
| China                            | 30           | 3            | 55           | 7            |
| Japan                            | 13           | 1            | 24           | 3            |
| Naher und Mittlerer Osten        | 24           | 2            | 6            | 1            |
| Andere                           | 66           | 7            | 55           | 7            |
| Total                            | 969          | 100          | 770          | 100          |

Jedes Partnerland erhält ein Gewicht, das in der Regel die Bedeutung des Landes am Außenhandel des Basislandes repräsentiert. Die Gewichtung der Partnerländer kann unter anderem nach den Import- oder Exportanteilen des Partnerlandes am Basisland erfolgen (bilaterales Gewichtungsverfahren). Da es mühsam ist, zwei unterschiedliche Wechselkurse zu verfolgen, wird die Gewichtung des effektiven Wechselkurses meist als Durchschnitt aus Exportanteilen und Importanteilen verwendet.
Beispielsweise würde nach nebenstehender Tabelle: Deutscher Welthandel nach Regionen, der US-Dollar ein Gewicht von
{\displaystyle \left({\frac {8\,\%+6\,\%}{2}}\right)=7\,\%}
erhalten.
Gebräuchlich sind, neben diesem bilateralen Gewichtungsverfahren, auch das globale Gewichtungsverfahren und die Gewichtung auf Grundlage von Welthandelsmodellen.
Bei einer globalen Gewichtung werden die Anteile einzelner Länder am Weltexport betrachtet. Die Weltexportanteile der Handelspartner an das Basisland werden aber nicht berücksichtigt. Eine Gewichtung auf der Grundlage von Welthandelsmodellen könnte zum Beispiel über das Multilateral Exchange Modell (MERM) des IWF erfolgen.

#### Gewichtung der EZB
Die Europäische Zentralbank bestimmt die Gewichte der einzelnen Partnerländer anhand der Anteile der Fertigerzeugnisse, wie sie in den Abschnitten 5 bis 8 des Standard International Trade Classification (SITC) definiert sind.
Für die Gewichte verwendet die EZB die Werte aus den Exporten und den Importen, ohne den Handel innerhalb des Euroraums zu berücksichtigen. Die Einfuhren werden nach dem einfachen Anteil der Partnerländer an den Gesamtimporten in das Euro-Währungsgebiet gewichtet. Die Exporte werden hingegen doppelt gewichtet, wegen der sogenannten „Dritt-Markt-Effekte“. Dies erfasst den Wettbewerb der europäischen Exporteure in ausländische Märkte gegenüber inländischen Produzenten und Exporteure aus Drittländern. Die Gewichtungen der einzelnen Handelspartner durch die Europäische Zentralbank sind auf deren Website abrufbar.

#### Gewichtung der japanischen Zentralbank

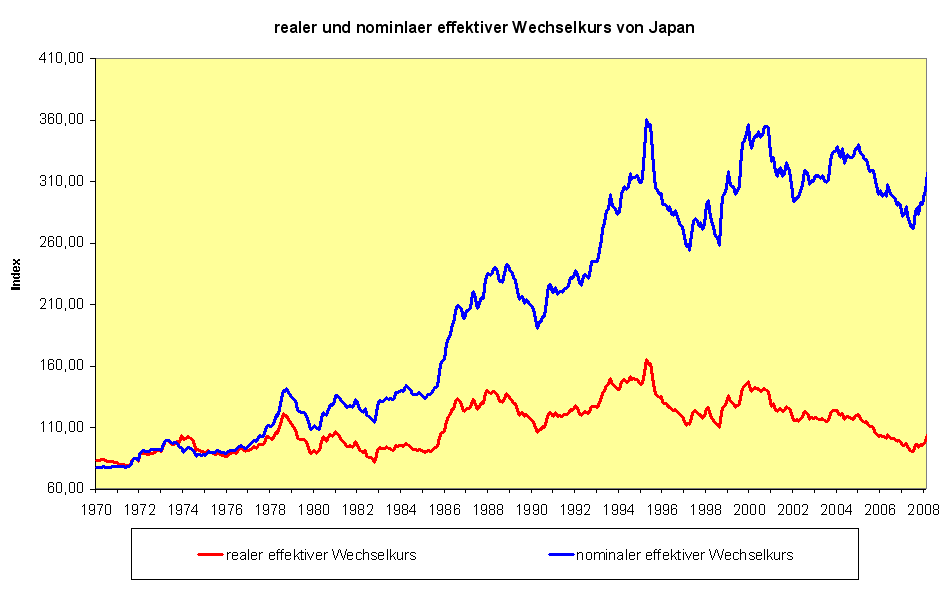
Realer und nominaler effektiver Wechselkurs von Japan

Die Japanische Zentralbank bestimmt die Gewichte auf Grundlage der Export- und Importwerte oder den gesamten Export- und Importwerte. Die Auswahl der zu verwendeten Gewichte richtet sich nach den zu untersuchenden Auswirkungen. Wird zum Beispiel die „Wettbewerbsfähigkeit der japanischen Exporte“ untersucht, richten sich die Gewichte nach den japanischen Exporten in die einzelnen Länder und Regionen (Handelspartner).
Die gewichteten Werte der Exporte berechnen sich auf der Grundlage der durchschnittlichen Anteile der einzelnen Handelspartner im laufenden Kalenderjahr. Als Handelspartner hat Japan 27 Länder und Regionen, das entspricht 15 Währungsräumen. Die Datenquelle ist die Trade Statistics, freigegeben durch das japanische Ministerium für Finanzen.

#### Gewichtung des Federal Reserve System

Realer und nominaler effektiver Wechselkurs der USA

Die FED, das Zentralbank-System der Vereinigten Staaten, gewichtet die einzelnen Länder oder Währungsräume mit einer Kombination aus drei verschiedenen bilateralen Gewichten. Sie gewichtet die Einfuhren, die Ausfuhren und die Dritt-Markt-Geschäfte. Die Verknüpfung dieser drei Gewichtungen ist die Gewichtung der FED.

##### Drei Gewichte
1. bilaterale Gewichtung nach den Einfuhren von Waren in die USA

{\displaystyle \mu _{\text{US,j,t}}={\frac {M_{\text{US,j,t}}}{\sum _{j=1}^{N(t)}M_{\text{US,j,t}}}}}

{\displaystyle \mu _{\text{US,j,t}}} = Importgewicht des Landes {\displaystyle j} im Zeitraum {\displaystyle t}
{\displaystyle M_{\text{US,j,t}}} = Anteil des Landes {\displaystyle j} an den gesamten US-Ware-Importen im Zeitraum {\displaystyle t}
2. bilaterale Gewichtung nach den Ausfuhren von Waren aus den USA

{\displaystyle \epsilon _{\text{US,j,t}}={\frac {X_{\text{US,j,t}}}{\sum _{j=1}^{N(t)}X_{\text{US,j,t}}}}}

{\displaystyle \epsilon _{\text{US,j,t}}} = Exportgewicht des Landes {\displaystyle j} im Zeitraum {\displaystyle t}
{\displaystyle X_{\text{US,j,t}}} = Anteil des Landes {\displaystyle j} an den gesamten US-Ware-Exporten im Zeitraum {\displaystyle t}
3. bilaterale Gewichtung der „Dritt-Markt-Effekte“

{\displaystyle \tau _{\text{US,j,t}}=\sum _{k\neq 1;k\neq US}^{N(t)}\epsilon _{\text{US,k,t}}{\frac {\mu _{\text{k,j,t}}}{(1-\mu _{\text{k,US,t}})}}}

{\displaystyle \tau _{\text{US,j,t}}} = Dritt-Markt-Gewicht des Landes {\displaystyle j} im Zeitraum {\displaystyle t}
 {\displaystyle \epsilon _{\text{US,k,t}}} = Exportgewicht des Landes {\displaystyle k} im Zeitraum {\displaystyle t}
 {\displaystyle \mu _{\text{k,j,t}}} = Anteil der Wirtschaft {\displaystyle k} an den Einfuhren des Landes {\displaystyle j} im Zeitraum {\displaystyle t} (wobei {\displaystyle k\neq j})
{\displaystyle (1-\mu _{\text{k,US,t}})} = Multiplikativer Faktor (1 – Gewicht der Einfuhren in das Land {\displaystyle k} aus den USA im Zeitraum {\displaystyle t}) [Summe der Gewichte wird somit 1]

##### Verknüpfung der Gewichte
Die Koeffizienten der drei Teilgewichte wurden ausgewählt, um dem Wettbewerb durch Einfuhren in US-Märkte und dem Wettbewerb von US-Exporten in ausländischen Märkten die gleichen Gewichte zu geben. Darüber hinaus wird auch den bilateralen Exportgewichten und den Gewichten zur Erfassung des Wettbewerbs auf Dritt-Märkten die gleiche Bedeutung gegeben.
{\displaystyle w_{\text{j,t}}={\frac {1}{2}}\mu _{\text{US,j,t}}+{\frac {1}{2}}\left({\frac {1}{2}}\epsilon _{\text{US,j,t}}+{\frac {1}{2}}\tau _{\text{US,j,t}}\right)}

##### Handelspartner
Die US-Zentralbank berechnet die effektiven Wechselkurse mit einer breiten Gruppe (The Broad Index) von Handelspartnern. Diese spaltet sich in eine Hauptgruppe (The Major Currencies Index) und in eine Nebengruppe (OITP – Other important trading partners).
In der Hauptgruppe sind die folgenden sieben Währungsräume enthalten:
- Euro
- Kanadischer Dollar
- Japanischer Yen
- Britisches Pfund
- Schweizer Franken
- Australischer Dollar
- Schwedische Krone

#### Der U.S. Dollar Index

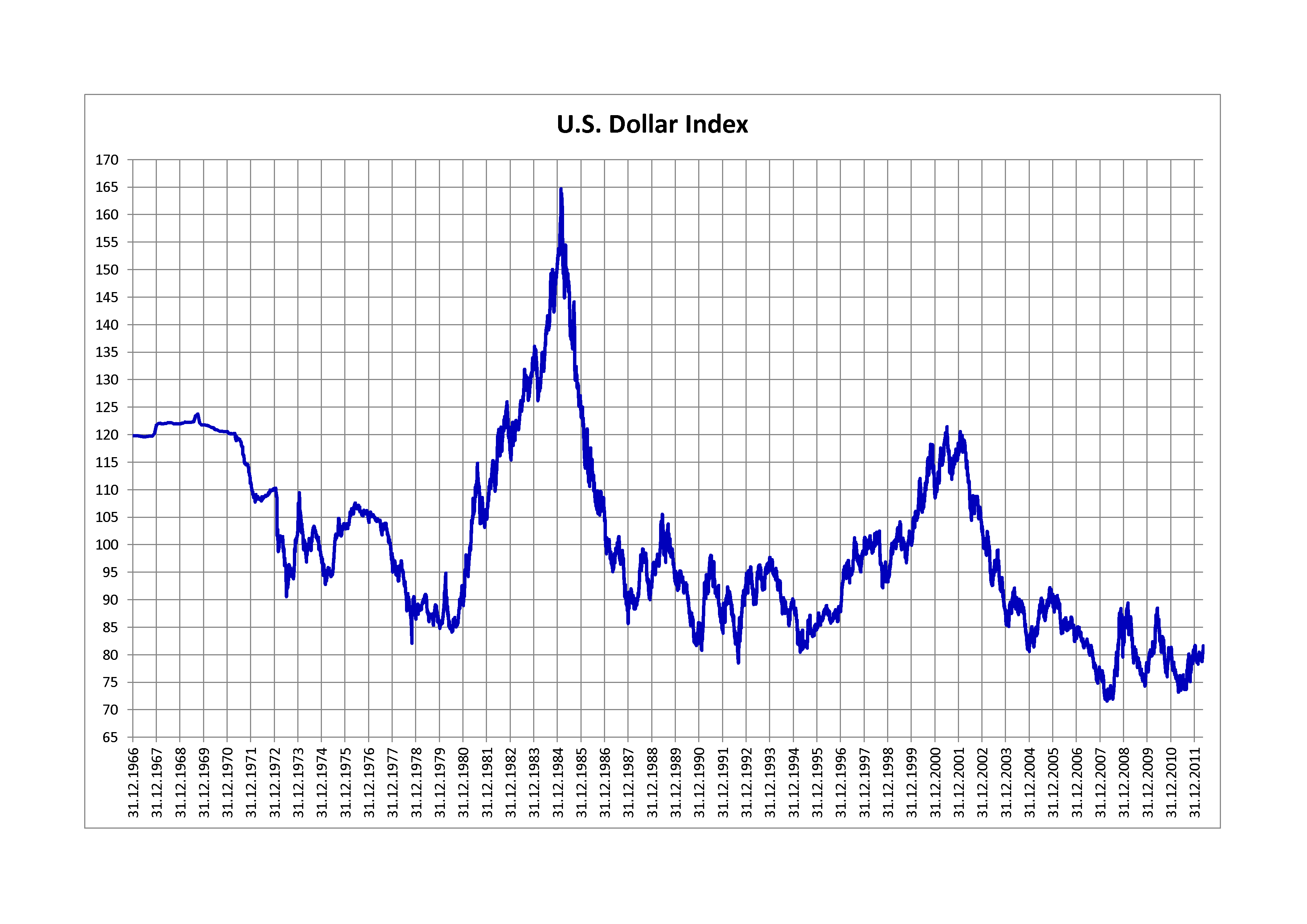
U.S. Dollar Index

Der U.S. Dollar Index (USDX) wird von der ICE Futures U.S., ein Tochterunternehmen der Intercontinental Exchange, eine Waren- und Indexbörse mit Sitz in Atlanta (USA), seit 1973 nach Auflösung der Vereinbarung von Bretton Woods ermittelt.
Der U.S. Dollar Index stellt das Verhältnis von sechs Währungen im Vergleich zum USD dar, wobei der Euro mit dem Handelsvolumen aus zwölf EU-Ländern berücksichtigt wird. Diese machen einen Anteil von 57,6 % im Index aus. Die weiteren Währungen sind der japanische Yen (13,6 %), das britische Pfund (11,9 %), der kanadische Dollar (9,1 %), die schwedische Krone (4,2 %) sowie der Schweizer Franken (3,6 %).
Vergleichbar mit dem geometrisch gewichteten U.S. Dollar Index ist der handelsgewichtete Trade Weighted US Dollar Index (auch bekannt als „The Broad Index“) der US-Notenbank (FED). Der Index der FED misst im Vergleich zum U.S. Dollar Index viel akkurater den Wert des US-Dollars, da die Gewichtung der FED die Wettbewerbsfähigkeit US-amerikanischer Güter im Vergleich zu anderen Ländern und Handelspartnern stellt.

#### Der Euro Currency Index

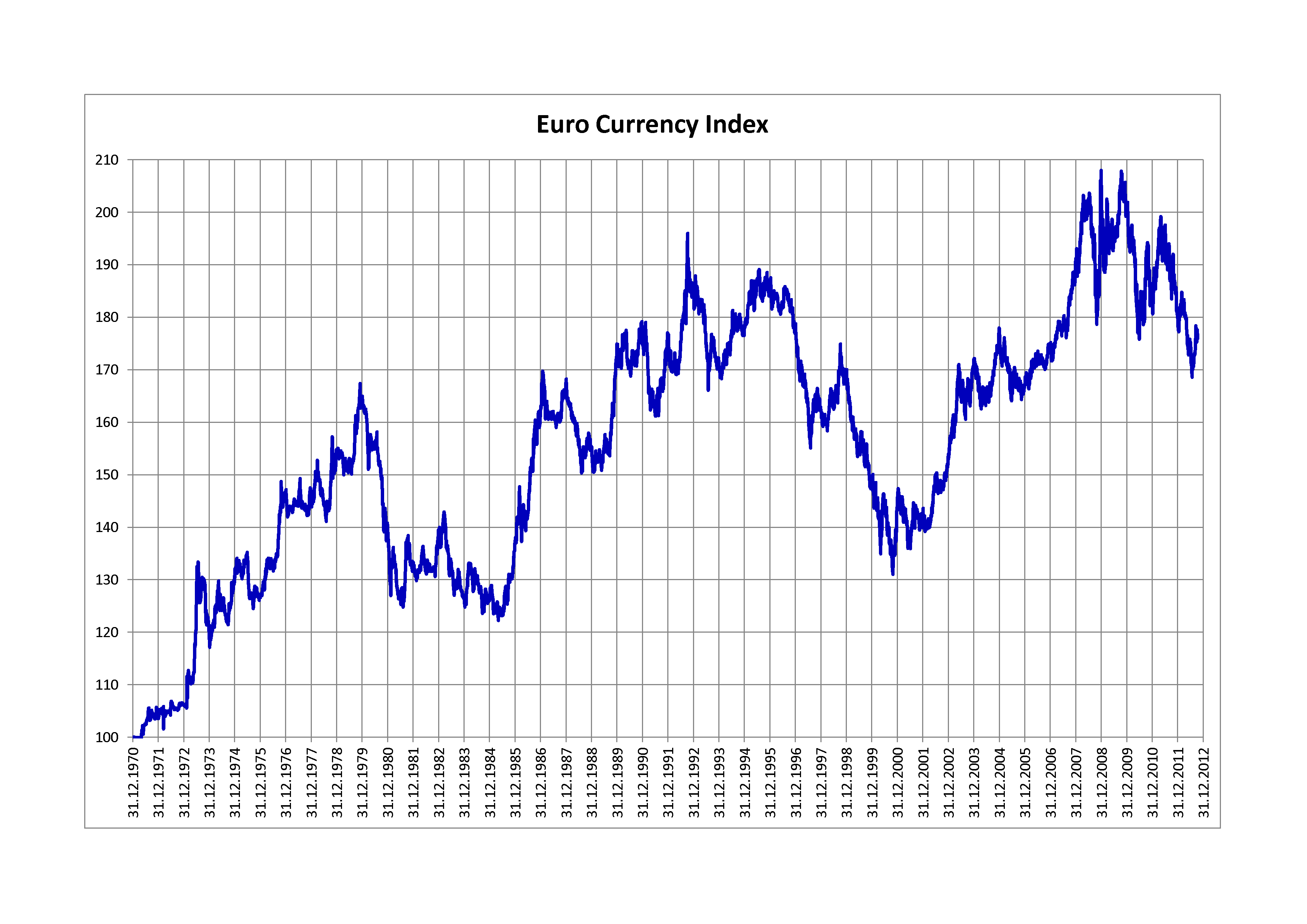
Euro Currency Index

Der Euro Currency Index (EUR_I) stellt das arithmetische Verhältnis von vier Leitwährungen im Vergleich zum Euro dar: US-Dollar, britisches Pfund, japanischer Yen und Schweizer Franken. Alle Währungen werden in den Maßeinheiten der Währung pro Euro ausgedrückt. Der Index wurde 2004 vom Börsenportal Stooq.com lanciert. Basiswert sind 100 Punkte am 4. Januar 1971. Vor Einführung der europäischen Gemeinschaftswährung am 1. Januar 1999 wurde ein Wechselkurs von 1 Euro = 1,95583 Deutsche Mark berechnet.
Vergleichbar mit dem arithmetisch gewichteten Euro Currency Index ist der handelsgewichtete Euro Effective Exchange Rate Index der Europäischen Zentralbank (EZB). Der Index der EZB misst im Vergleich zum Euro Currency Index viel akkurater den Wert des Euros, da die Gewichtung der EZB die Wettbewerbsfähigkeit europäischer Güter im Vergleich zu anderen Ländern und Handelspartnern stellt.
Auch andere Unternehmen veröffentlichten Euro Currency Indizes. Die Berechnung wurde aber nach wenigen Jahren wieder eingestellt. Beispiele sind der Dow Jones Euro Currency Index von Dow Jones & Company von 2005 bis 2009 und der ICE Euro Currency Index der Terminbörse ICE Futures U.S., früher New York Board of Trade (NYBOT), von 2006 bis 2011.
Eine ähnliche Berechnungsmethode wie der Euro Effective Exchange Rate Index verwenden der U.S. Dollar Index und der Trade Weighted US Dollar Index.

### Nominaler effektiver Wechselkurs

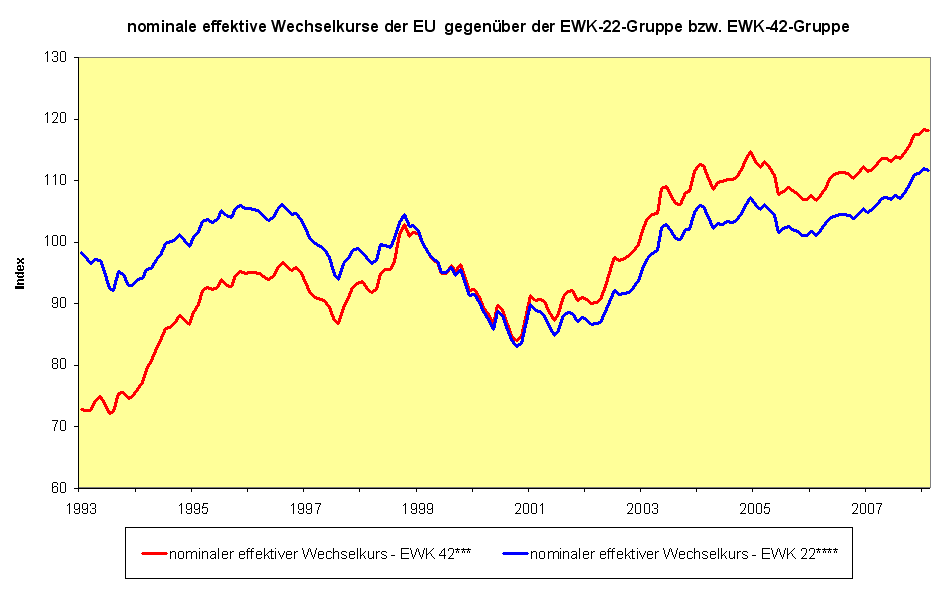
Nominale effektive Wechselkurse der EU gegenüber EWK 22 und EWK 42

Nominale effektive Wechselkurse (nominal effective exchange rate (NEER)) oder auch nominale multilaterale Wechselkurse sind gewichtete Durchschnitte der bilateralen Wechselkurse gegenüber den Währungen der wichtigsten Handelspartner. Die Ermittlung dieses effektiven Wechselkurses vernachlässigt das ausländische Preisniveau aller Länder des Währungskorbs.
Bei der Berechnung des nominalen multilateralen Wechselkurses ist zu beachten, dass die bilateralen Wechselkurse einheitlich in der Mengen- oder Preisnotierung verwendet werden. Je nach den verwendeten Notierungen ergibt sich ein nominaler effektiver Wechselkurs.
{\displaystyle NEER=E_{1}^{g_{1}}\cdot E_{2}^{g_{2}}\cdot E_{3}^{g_{3}}\cdot \ldots \cdot E_{n-1}^{g_{n-1}}=\prod _{i=1}^{n-1}E_{i}^{g_{i}}}
{\displaystyle {\text{mit}}\quad g_{i}>0\quad {\text{und}}\quad \sum _{i=1}^{n-1}g_{i}=1}
| {\displaystyle E_{i}} | = nominaler bilateraler Wechselkurs der Inlandswährung zur jeweiligen Auslandswährung {\displaystyle i} |
| {\displaystyle g_{i}} | = Gewicht des jeweiligen Landes                                                                         |
| {\displaystyle NEER}  | = nominaler multilateraler Wechselkurs                                                                  |
Die EZB veröffentlicht die nominalen EER-Indizes für den Euro gegenüber den anderen Währungen für eine schmale (EWK-23-Gruppe) und eine breite Gruppe (EWK-42-Gruppe) von Handelspartnern. Die verwendeten Gewichte spiegeln den Anteil der einzelnen Partnerländer am Handel in der Eurozone wider.
Solange keine hohen und divergierenden Inflationsraten zwischen einzelnen Ländern bestehen, können Änderungen der nominalen effektiven Wechselkurse mit den realen effektiven Wechselkursen als identisch betrachtet werden. Ansonsten fallen jedoch die beiden Größen auseinander. Nominale effektive Wechselkursänderungen geben in diesem Fall keine brauchbaren Anhaltspunkte für die Beurteilung von Änderungen internationaler Wettbewerbsveränderungen.

### Realer multilateraler Wechselkurs

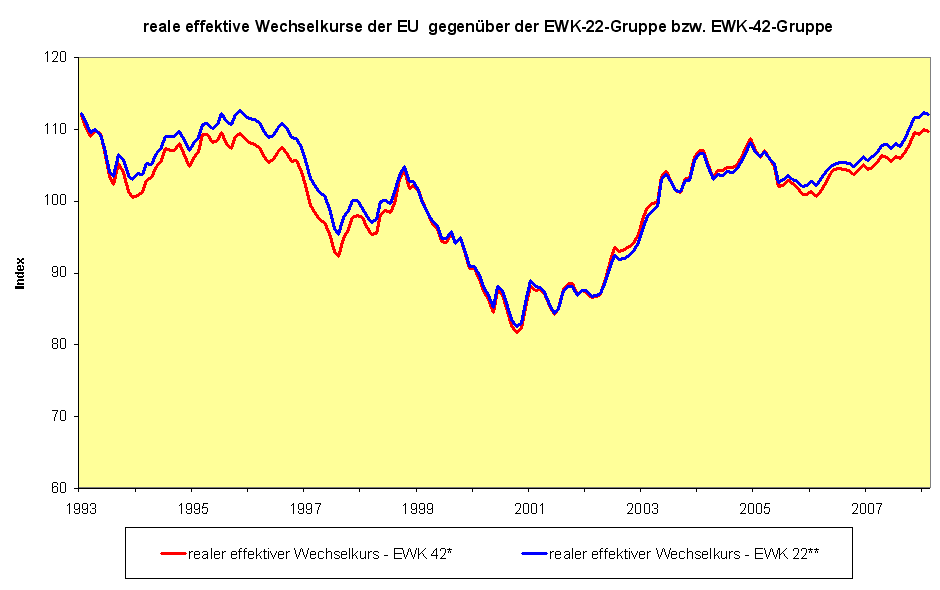
Reale effektive Wechselkurse der EU gegenüber EWK 22 und EWK 42

Der reale effektive Wechselkurs (real effective exchange rate (REER)) oder auch realer multilateraler Wechselkurs ist ein Maß für die Veränderung der Wettbewerbsfähigkeit eines Landes, unter Berücksichtigung der Veränderung der Kosten oder Preise im Vergleich zu anderen Ländern.
Reale effektive Wechselkurse sind deflationierte nominale effektive Wechselkurse mit einem gewichteten Durchschnitt der ausländischen Preise und Kosten im Vergleich zu inländischen Preisen oder Kosten. Dies bedeutet nichts anderes, als dass das Preisniveau in den Kursen berücksichtigt ist. Sie sind somit ein Maß der Wettbewerbsfähigkeit von Preisen und Kosten.

Das Preisniveau kann auf unterschiedliche Weise ermittelt werden, was im Ergebnis zu unterschiedlichen realen Wechselkursen führt und sich somit auch auf den realen effektiven Wechselkurs auswirkt. Für das Preisniveau können unter anderen folgende Preisindizes herangezogen werden: 
- Verbraucherpreisindizes (CPI),
- Erzeugerpreisindex (PPI),

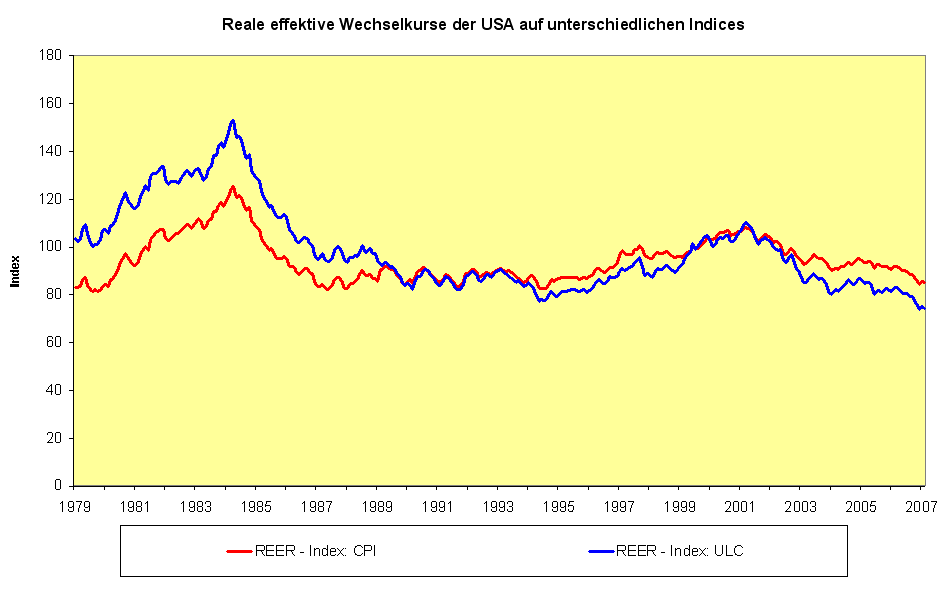
Realer effektiver Wechselkurs der USA auf Basis zweier unterschiedlicher Indizes

- Bruttoinlandsprodukt (BIP-Deflator),
- Lohnstückkosten im Verarbeitenden Gewerbe (ULCM)
- Lohnstückkosten in der Gesamtwirtschaft (ULCT)
- Exportpreisindizes

- international nichtgehandelten Gütern und international gehandelten Gütern (interne Terms-of-Trade genannt)
- inländischen Exportgütern und inländischen Importgütern (externe Terms-of-Trade genannt)

Das Verhältnis zwischen den inländischen Exportgütern und den inländischen Importgütern (aus verschiedenen Ländern) ist ein spezieller realer effektiver Wechselkurs. Dieses Verhältnis ist der Kehrwert der Terms of Trade, die den Relationen von Export- zu Importpreisen entsprechen.
Reale Wechselkurse auf einer breiteren Basis werden beim Vergleich der Konsumentenpreisindizes oder beim Vergleich der BIP-Deflatoren betrachtet.
Bei der Berechnung des realen multilateralen Wechselkurses ist zwischen Mengennotierung und Preisnotierung zu unterscheiden.

#### Mengennotierung
Ist der Ausgangswert, also der Nominale bilaterale Wechselkurs, in der Mengennotierung angegeben, ist folgende Formel zu verwenden:
{\displaystyle REER=\left(E_{1}\cdot {\frac {P}{P_{1}^{*}}}\right)^{g_{1}}\cdot \left(E_{2}\cdot {\frac {P}{P_{2}^{*}}}\right)^{g_{2}}\cdot \ldots \cdot \left(E_{n-1}\cdot {\frac {P}{P_{n-1}^{*}}}\right)^{g_{n-1}}=\prod _{i=1}^{n-1}\left(E_{i}{\frac {P}{P_{i}^{*}}}\right)^{g_{i}}}
{\displaystyle {\text{mit}}\quad g_{i}>0\quad {\text{und}}\quad \sum _{i=1}^{n-1}g_{i}=1}
| {\displaystyle E_{i}}     | = nominaler bilateraler Wechselkurs der Inlandswährung zur jeweiligen Auslandswährung {\displaystyle i} (Mengennotierung) |
| {\displaystyle g_{i}}     | = jeweiliges Gewicht der Auslandswährung {\displaystyle i}                                                                |
| {\displaystyle P}         | = inländischer Preisindex                                                                                                 |
| {\displaystyle P_{i}^{*}} | = ausländischer Preisindex (mit vergleichbaren Gütern/Gütergruppen)                                                       |
| {\displaystyle REER}      | = realer multilateraler Wechselkurs                                                                                       |

#### Preisnotierung
Ist der Ausgangswert, also der Nominale bilaterale Wechselkurs, hingegen in der Preisnotierung angegeben, tauscht der inländische Preisindex die Position mit dem ausländischen Preisindex.
{\displaystyle REER=\prod _{i=1}^{n-1}\left(E_{i}{\frac {P_{i}^{*}}{P}}\right)^{g_{i}}}
{\displaystyle {\text{mit}}\quad g_{i}>0\quad {\text{und}}\quad \sum _{i=1}^{n-1}g_{i}=1}
| {\displaystyle E_{i}}     | = nominaler bilateraler Wechselkurs der Inlandswährung zur jeweiligen Auslandswährung {\displaystyle i} (Preisnotierung) |
| {\displaystyle g_{i}}     | = jeweiliges Gewicht der Auslandswährung {\displaystyle i}                                                               |
| {\displaystyle P}         | = inländischer Preisindex                                                                                                |
| {\displaystyle P_{i}^{*}} | = ausländischer Preisindex (mit vergleichbaren Gütern/Gütergruppen)                                                      |